# Cavo sottomarino

Una sezione di un moderno cavo sottomarino per le telecomunicazioni.
1 – Polietilene
2 – nastro in Mylar
3 – cavi d'acciaio
4 – barriera impermeabile in alluminio
5 – Policarbonato
6 – Tubo di rame o d'alluminio
7 – Vaselina
8 – fibra ottica

In telecomunicazioni ed ingegneria elettrica il cavo sottomarino è un cavo appositamente costruito e posato sul fondo del mare, di un lago o un fiume (cavo subacqueo), usato per trasportare informazioni su una tratta o dorsale della rete di trasporto dati oppure energia elettrica nella rete di trasmissione elettrica tra le due sponde. Esistono quindi due categorie di cavi sottomarini: quelli per le telecomunicazioni e quelli per trasporto di energia.

## Generalità

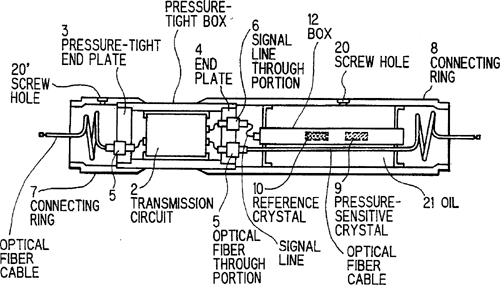
Schema di un ripetitore ottico cavo sottomarino.

Il primo cavo posato era destinato al trasporto del segnale del telegrafo Morse. Successivamente si sono posati cavi per la telefonia ed il traffico di dati digitali (es. Internet). Il miglioramento della tecnologia permette di aumentare sempre più la quantità di dati o il numero di comunicazioni telefoniche veicolate. Attualmente una fitta rete di cavi sottomarini collega tutti i continenti tranne l'Antartide, che quindi risulta collegato mediante satelliti e/o via radio tramite le onde corte.
Una mappa interattiva aggiornata dei cavi sottomarini del globo è consultabile sul sito della societá di ricerca e consulenza TeleGeography.
Nonostante l'avvento dei satelliti artificiali che possano fungere da ponti radio satellitari tra continenti, i cavi sottomarini sono ancora ampiamente utilizzati per due motivi in particolare. Un satellite geostazionario deve essere posto in orbita ad una altezza dalla superficie terrestre di 36000 km per cui il percorso di andata e ritorno compiuto dal segnale radio è di oltre 72 000 km. Questo significherebbe in una comunicazione una latenza molto superiore (andata e ritorno della risposta) tra la fine della comunicazione e l'inizio della risposta dell'interlocutore. Un cavo idealmente posato tra Roma e New York avrebbe invece una lunghezza di 6 600 km. Più che la latenza, però, anche la portata è una variabile importante: un cavo sottomarino può garantire un flusso dati nell'ordine di terabit/s al contrario dei satelliti che si attestano attualmente non oltre 1000 megabit/s.

## Storia

### Cavi per telecomunicazioni
Il primo esperimento ufficiale di posa di un cavo sotto l'acqua fu effettuato nel 1845 nella baia di Portsmouth dalla ditta S.W. Silver & Company. La società non fu però in grado di passare ad una fase commerciale per carenze finanziarie.
Il primo cavo sottomarino destinato alla telegrafia fu posato sotto La Manica tra l'Inghilterra (Dover) e la Francia (Calais) nell'agosto del 1850, dalla società telegrafica anglo-francese Submarine Telegraph Co. Il cavo rimase operativo pochi giorni, dopo i quali venne interrotto forse dall'ancora di un pescatore.
Ci si rese ben presto conto della necessità di irrobustire e corazzare il cavo per difenderlo dai pericoli causati dalla navigazione e dagli animali marini.
Nel 1852 fu stabilita la prima linea diretta Parigi-Londra. A seguire, nello stesso anno la linea Inghilterra Irlanda e, nel 1853, la linea Inghilterra Olanda.
In Italia si iniziarono a posare i primi cavi sottomarini dal 1854 tra Sardegna, Corsica, La Spezia e Algeria, e nel canale di Sicilia.
I primi cavi impiegavano come isolante una resina, la guttaperca, ricavata dalla pianta tropicale gutta percha. Poiché questa varietà è spontanea dei territori all'epoca colonie europee, si crearono monopoli commerciali che ne controllavano la produzione.

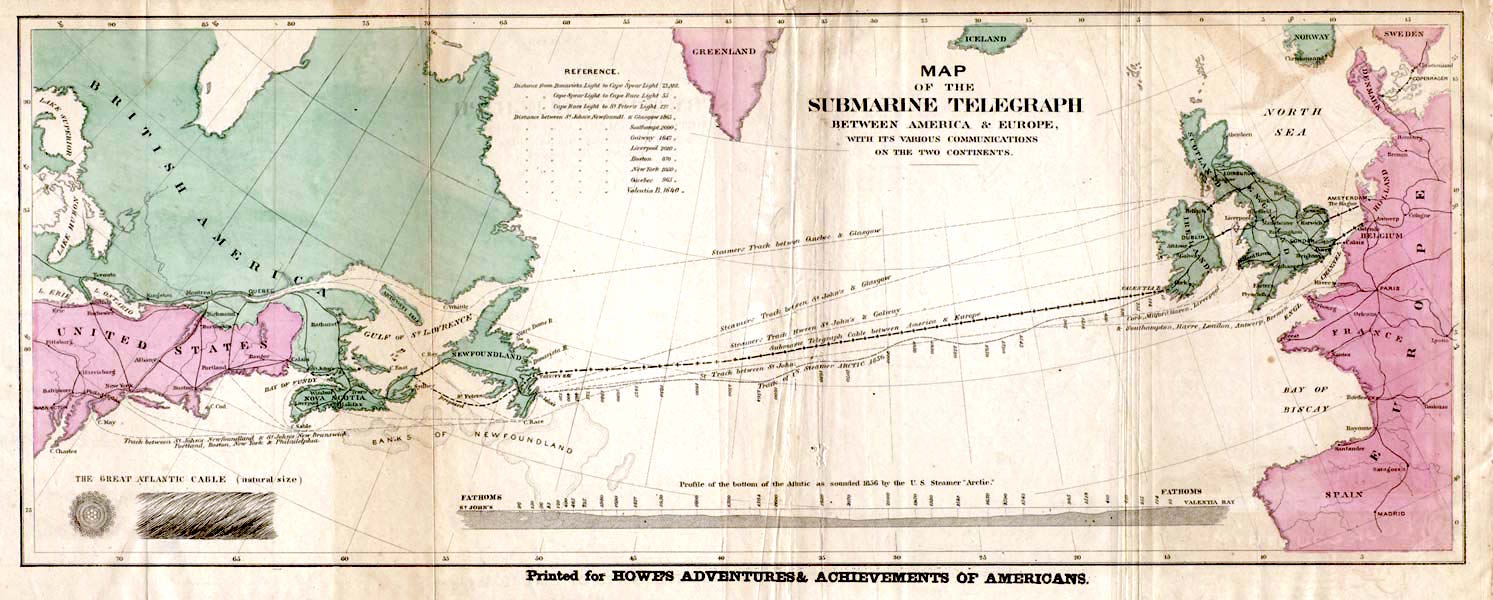
Percorso del cavo posato nel 1858

Il primo tentativo di posare un cavo attraverso l'Oceano Atlantico fu fatto nel 1858, dopo avere raccolto i fondi necessari mediante emissione di obbligazioni pubbliche. La posa iniziò dai due estremi, l'Irlanda e Terranova, per mezzo di due navi. Su ciascuna imbarcazione era caricato metà del cavo totale, 2200 km più una riserva.
I lavori procedettero per settimane tra mille difficoltà, il cavo si ruppe più di una volta e fu ripescato con enorme pazienza. Si insinuò perfino il dubbio della presenza di un sabotatore a bordo.
Bisogna considerare che la lunghezza del cavo è maggiore della distanza tra le coste, poiché è necessario scendere in profondità e risalire, ma anche superare valli e rilievi subacquei. Le correnti oceaniche possono anche spostare il cavo durante la discesa, allungando ulteriormente il percorso. La posa del cavo è comunque preceduta da una campagna di rilevamento mediante scandaglio della morfologia del fondale.
Questo primo cavo, accolto con grande risalto dalla stampa mondiale, funzionò però solamente un mese, dopodiché le notizie tornarono ad impiegare settimane per attraversare l'oceano tra Europa ed America.
Un nuovo tentativo si ebbe nel 1865, per opera della Atlantic Telegraph Co. Gli investitori, nonostante l'insuccesso di pochi anni prima diedero fiducia all'impresa, acquistando nuove obbligazioni. In questa impresa fu impiegata un'unica nave, l'ex transatlantico Great Eastern, riadattato come nave posacavo e caricato con quasi 2 000 km di cavo. L'opera fallì in seguito alla rottura del cavo dopo 600 km.
L'opera fu finalmente conclusa nel 1866 dalla Anglo-American Telegraph Co. utilizzando la stessa nave posacavi. Nella stessa impresa fu ripescato e completato il cavo del 1865.
Si iniziarono a sviluppare cavi adatti per la telefonia a partire dal 1920, ma la tecnologia necessaria non fu completamente sviluppata prima degli anni quaranta.
Il primo cavo telefonico transatlantico tra la Scozia e Terranova (TAT-1) fu inaugurato il 25 settembre 1956 ed aveva una capacità di 36 canali voce.

### Cavi per trasporto di energia
Nel 2002 è stata inaugurata una linea sottomarina ad alta tensione in corrente continua (HVDC) tra Galatina (Lecce) e Aetos(Grecia) (Elettrodotto Italia-Grecia).
Negli anni successivi altri due cavi vengono posati in Italia, tra Sardegna e Lazio e tra Sicilia e Calabria, da Terna, azienda a cui dal 2005 sono delegate le attività di trasmissione dell'energia elettrica. Si tratta della linea elettrica da 1000 MW più lunga al mondo (SAPEI) inaugurata nel 2011, e della linea elettrica a corrente alternata più lunga al mondo (Sorgente-Rizziconi), inaugurata nel 2016.

## Problematiche comuni
I problemi principali relativi ai cavi sottomarini oltre che di natura elettrica (attenuazione e distorsione del segnale) sono di natura meccanica. I cavi devono infatti essere protetti dalle ancore delle imbarcazioni, dalle reti dei pescatori, ma anche dagli animali marini che possono mordere o perforare il materiale isolante. Per questo motivo la parte terminale delle linee vicino alle coste ha una corazzatura maggiore, costituita in genere da uno o più strati di robusta rete di acciaio. La porzione destinata a giacere sul fondale ha sezione minore, ma comunque un certo grado di armatura in acciaio.
Un altro problema di cui tenere conto in fase di progettazione dei cavi di grande profondità, è rappresentato dalla pressione dell'acqua, che aumenta di circa 10 MPa (100 atmosfere) ogni chilometro. Il materiale isolante viene infatti compresso da queste enormi pressioni, causando la diminuzione della sezione del cavo e l'alterazione dell'impedenza
della linea.
Secondo un rapporto dell'Istituto degli ingegneri elettronici ed elettrotecnici (IEEE), è necessario studiare alternative al network di cavi sottomarini su cui viaggiano i dati che nutrono la società contemporanea, tra cui le transazioni finanziarie e la comunicazione via Internet.
La sicurezza di questa rete è a rischio - spiega il documento - e se qualcosa andasse storto si rischierebbe l'apocalisse economica.
Il motivo è semplice: in quei "tubi" passano tante informazioni importanti. L'altra faccia della medaglia della loro enorme capacità, è quindi il fatto che costituiscono una strozzatura a rischio: a dicembre del 2008 la rottura di un cavo nel Mediterraneo bloccò ad esempio le comunicazioni tra Europa, Medio Oriente e Sud est asiatico per oltre 24 ore.
Infatti, al 2023 circa il 97% del traffico internet è concentrato su 500 cavi sottomarini, mentre il satellite trasporta soltanto il 3% del traffico globale. L'Internet of things potenziato dal 5G e dal 6G, l'informatica quantistica e l'intelligenza artificiale porteranno a un aumento esponenziale del traffico dati.
È necessario quindi creare "dorsali di backup globali" (in pratica una ridondanza trasmissiva attraverso una rete alternativa di trasmissione dati).
"I satelliti non sono in grado di gestire lo stesso volume di traffico - si legge - la loro capacità non è neanche paragonabile".
E il punto su cui riflettere è che il bisogno sempre maggiore di banda è soddisfatto quasi esclusivamente da cavi sottomarini.
Cresce la dipendenza dalla comunicazione e più tecnologia significa quindi anche più esposizione al rischio di guasti/malfunzionamenti.
Potrebbero anche verificarsi sabotaggi umani legati a terrorismo e pirateria, ma anche eventi naturali (es. disastri naturali) o fortuiti.
I punti di maggiore densità sono: lo Stretto di Luzon a sud di Taiwan, lo Stretto di Malacca e il Mar Rosso.
Nel gennaio 2008, una rottura dei cavi sottomarini ha bloccato i collegamenti tra Europa e Stati Uniti, da una parte, Egitto, India e Paesi del Golfo Persico dall'altra. Risalendo nel tempo, a dicembre 2006 un terremoto al largo delle coste meridionali di Taiwan ha rallentato il traffico telefonico e Internet in buona parte dell'Asia orientale.
Le ricadute di un evento simile sarebbero anche e soprattutto economiche e di tipo traumatico.
Steve Malphrus della federal Reserve Usa ha scritto: "Quando i network di comunicazione cadono, non è che i servizi finanziari rallentino fino ad arrestarsi. Crollano".
Così, varie lobby e think tank sono già all'opera per promuovere quella che si potrebbe definire una mega opera pubblica su scala planetaria. Ci sono interessi strategici (chi controllerà la rete?) e fortissimi interessi economici in ballo: quanto costerà una "dorsale di backup globale"?

## Tipologie di cavi

### Cavi per telecomunicazioni
I cavi per le telecomunicazioni sono destinati a trasportare segnali elettrici o ottici di tipo analogico oppure, ormai quasi esclusivamente, digitali. Ciò che è importante in questo caso è la fedeltà del segnale trasferito e la banda passante, ovvero la quantità di informazione trasportabile. Maggiore è questo parametro, migliore è la resa economica dell'impianto.
I primi cavi contenevano un unico filo conduttore circondato da isolante, e l'acqua agiva da schermo e massa. I cavi in rame attuali sono di tipo coassiale, con uno o più conduttori circondati da una calza metallica che agisce da schermo. L'attenuazione del segnale causata dalla resistenza elettrica del materiale richiede che periodicamente lungo il cavo (ogni diversi chilometri) siano presenti degli amplificatori.
Grazie alla microelettronica dagli anni cinquanta questi dispositivi vengono inclusi in un ingrossamento del cavo e possono operare immersi a grande profondità.
Una rivoluzione tecnologica si ebbe negli anni ottanta con l'introduzione della fibra ottica, divenuta ormai la tecnologia di elezione per i cavi sottomarini per telecomunicazioni. Rispetto al rame le fibre ottiche sono infatti immuni ai disturbi elettromagnetici, attenuano in misura molto inferiore il segnale (permettendo una maggiore distanza tra gli amplificatori ottici) ed hanno una capacità di trasporto enormemente superiore; per ovviare le attenuazioni ottiche, alcuni tratti delle fibre ottiche vengono drogate con atomi di Erbio, utilizzato come amplificatore luminoso. Inoltre, è necessario collocare dei ripetitori (dal peso di 500 kg l'uno) ogni 50–60 km, poiché il segnale tende a decadere.

### Cavi per trasporto di energia
Il trasporto di elettricità sotto il mare deve tenere conto delle perdite di energia attraverso l'isolante e per effetto Joule.
In generale si preferisce trasferire l'energia sotto forma di corrente continua ad alta tensione (HVDC), poiché rispetto alla corrente alternata richiede un minore strato isolante a parità di tensione efficace e non presenta perdite causate dalla capacità o dalla corrente reattiva. Per essere interfacciata con la rete elettrica di distribuzione a corrente alternata, alle due estremità della linea sono presenti due inverter elettronici (un tempo erano usati convertitori rotanti).
La linea è spesso reversibile, in grado cioè di condurre l'elettricità in un senso o nell'altro a seconda delle necessità delle reti interconnesse.
Nei sistemi di trasmissione HVDC sottomarini normalmente uno dei due poli viene posto a terra in questo modo si può operare nelle seguenti due configurazioni:
- Monopolare in cui il circuito di ritorno è costituito dalla terra stessa, questo sistema presenta, però, alcune limitazioni all'impiego dovute ai fenomeni di corrosione elettrochimica ed è causa di disturbo alle bussole magnetiche delle navi ed alle attrezzature elettroniche in genere. Un esempio di questo tipo è la connessione baltica fra Germania e Svezia in cui il collegamento è effettuato da due conduttori che lavorano però in parallelo.
- Bipolare in cui il cavo di ritorno non necessita di isolante in quanto la tensione riferita alla terra è 0, di conseguenza il cavo risulta molto più economico. Con un collegamento bipolare si eliminano gli effetti negativi legati al sistema monopolare.

L'impianto può essere anche realizzato inizialmente con un sistema monopolare per poi essere trasformato successivamente in un sistema bipolare con l'aggiunta di un secondo conduttore.
Il trasporto in corrente alternata richiede la presenza dopo un certo tratto di un grosso solenoide di carico, che non può essere collocato in fondo al mare; questo limita la distanza che può essere coperta.

## Taglio dei cavi
La tecnica di taglio tradizionale dei cavi richiede quattro fasi: rilevamento della posizione del cavo, scavo, recupero e taglio. È complicata e necessita di attrezzature costose. Nel 2020, in Cina è stato sviluppato un dispositivo per il taglio dei cavi sottomarini in condizioni di emergenza, che si basa su un'ancora con bordi seghettati capace di "arare" il fondale marino.

## Statistiche
Secondo TeleGeography, al 2024 sono attivi o pianificati 550 cavi che veicolano il 99% del traffico Internet intercontinentale.
I cavi sono composti dai 12 ai 16 fili di fibra ottica e installati a una media di 3.6 km di profondità nell'oceano. I cavi più recenti veicolano 250 gigabit di traffico al secondo.
Dal 2019 al 2024 la richiesta di banda è triplicata fino a 3.800 terabit al secondo.
Nel 2012 Amazon, Google, Meta e Microsoft sfruttavano il 10% della banda internazionale ; al 2024 la quota è passata al 75%.
Sedici cavi sottomarini per la trasmissione dei dati passano per 1.200 miglia attraverso il Mar Rosso prima di salire sulla terraferma in Egitto e raggiungere il Mar Mediterraneo, collegando l’Europa all’Asia. È una delle principali strozzature delle rete e uno dei luoghi più vulnerabili di Internet.